# Netinera
A Netinera Deutschland GmbH (korábban Arriva Deutschland) németországi cég, amely személy- és teherszállítással, valamint logisztikával foglalkozik. Tulajdonosa 2010 óta a Ferrovie dello Stato Italiane (olasz államvasút) és egy francia–luxemburgi pénzügyi befektető.
A 2011-es menetrendi évben 19,2 millió vonatkilométeres teljesítményével a helyi és regionális vasúti személyszállítási piac harmadik legnagyobb szereplője a DB Regio és a Veolia Verkehr után, piaci részesedése (vonatkilométer alapon) 2,99%.

## Történelem
Miután 2010-ben a Deutsche Bahn felvásárolta az Arrivát, az Európai Bizottság németországi érdekeltségeinek eladására kötelezte a versenyszabályok alapján. Az Arriva Deutschland így a Ferrovie dello Stato érdekeltségébe került, és 2011-től Netinera néven működik.

## Leányvállalatok
- Vogtlandbahn GmbH (VBG) 100%
- Ostdeutsche Eisenbahn GmbH (ODEG) 50%
- metronom Eisenbahngesellschaft mbH 36,70%
- Prignitzer Eisenbahngesellschaft mbH (PEG) 100%
- Berchtesgadener Land Bahn GmbH (BLB) 50%